# Bungarus niger
Espèce
Bungarus niger est une espèce de serpents de la famille des Elapidae.

## Répartition
Cette espèce se rencontre :
- en Inde en Assam, au Sikkim, en Arunachal Pradesh et en Uttarakhand ;
- au Népal ;
- en Bangladesh ;
- au Bhoutan.

## Publication originale
- Wall, 1908 : A popular treatise of the common Indian snakes. Part VIII. Journal of the Bombay Natural History Society, vol. 18, p. 711-735 (texte intégral).